# ستيفن إل. تشيبمان
ستيفن إل. تشيبمان هو سياسي أمريكي، ولد في 1864، وتوفي في 1945. انتخب عضو مجلس نواب ولاية يوتا ‏.